# カルメル会お告げの聖母修道院
カルメル会 お告げの聖母修道院（カルメルかい おつげのせいぼしゅうどういん）は、京都市北区にあるカトリック教会カルメル会の女子観想修道院。

## 沿革
カルメル会お告げの聖母修道院は1959年、カルメル会福岡修道院（福岡市）の神の母のガブリエル修道女によって日本における4番目の修道院として創立され、カトリック京都司教区の古屋義之司教に祝別された。
修道院の敷地は当初、聖ヴィアトール修道会が学校敷地（後に北野白梅町に変更され洛星中学・高校が開校）として所有していたがカルメル会に売却され、同地に修道院が建設され、敷地の一部は児童養護施設「聖嬰会」（ショファイユの幼きイエズス修道会が設立、現在はカトリック京都司教区カリタス会が運営）に割譲され、1959年11月に建物は完成し、11月26日に福岡から神の母のガブリエル修道女ら4名が第1陣として京都に到着し、11月28日外部聖堂で古屋司教司式の初ミサが挙行、同日夕方に聖マリアのエンマヌエル修練長ら5名が第2陣として到着、12月1日、12月3日に修練女1名と副院長となるイエスのマリー・ジェルメーヌ（1909年 - 2006年、後に帰化して「三木 愛」となる）がそれぞれ到着・合流し計11名で発足した。
同年12月17日、古屋司教に祝別され「教皇禁域」とされた。

## 建築物
敷地内の建築物は1959年に建立され、移転・改築されることなく使用され、日本におけるカルメル会女子修道院最古の建築物である。